# Salvador (nombre)
Salvador es un nombre propio masculino español. Se suele abreviar de diferentes formas, siendo muy habituales las formas Salva y Chava. La forma femenina de este nombre es Salvadora.

## Etimología
Significa ‘el que salva’, y deriva del nombre latino Salvator, del verbo salvare. Es la traducción del griego Σωτῆρ Soter, ‘salvador’. En Hebreo es Ieixua, ‘Dios salva’ o ‘Dios es salvación’. Los primeros cristianos asumieron el nombre Salvatōre(m) como traducción de Jesús, ya que inicialmente se consideraba irreverente usar el nombre de Jesús como antropónimo.
Este nombre está extendido especialmente por la península ibérica, la Italia meridional (donde, según una estimación del año 2000, en el siglo XX era el séptimo nombre masculino italiano más común) y varios países de Latinoamérica, sobre todo en México.

## En otras lenguas
- Albanés: Sotir
- Alemán e Inglés: Salvator
- Árabe: سالبادور
- Catalán, Gallego y portugués: Salvador
- Coreano: 살바도르
- Francés: Sauveur
- Griego: Sotiris, Sotirios
- Hindi: सल्बादोर
- Italiano: Salvatore, Salvadore
- Japonés: サルバドール
- Occitano: Sauvaire
- Polaco: Salwator
- Sardo: Sarbadore
- Siciliano: Sarbaturi
- Valenciano: Salvador (Hipocorístico: Voro)
- Vasco: Gaizka, Xalbador, Xalba, Salbador

## Onomástica
Si bien la celebración de San Salvador es el día 18 de marzo en recuerdo del religioso franciscano san Salvador de Horta, como ésta es una festividad de origen reciente (Salvador de Horta, beatificado en 1606, no fue canonizado hasta 1938), la mayoría de fieles cristianos la celebran el 6 de agosto, día de la Transfiguración de Jesús, en honor al Cristo Salvador. En algunos sitios como Sicilia y Salento también se celebra en la fiesta del Corpus Christi.

## Personajes famosos con este nombre o con su variante en otras lenguas
- Salvador Abril, pintor y ceramista español.
- Salvador Allende, médico, político y presidente chileno.
- Salvador Ardevines Isla, médico y escritor español.
- Salvador Artigas, futbolista y entrenador español.
- Luis Salvador de Austria, erudito y mecenas miembro de la dinastía imperial de Habsburgo.
- Salvador Bacarisse, músico y compositor español.
- Salvador Ballesta, futbolista y entrenador español.
- Salvador Bartolozzi, escritor, historietista e ilustrador español.
- Salvador Bermúdez de Castro, poeta, historiador y diplomático español.
- Salvador Bermúdez de Castro y O'Lawlor, abogado y político español.
- Carlos Salvador Bilardo, futbolista y entrenador argentino.

- Salvador Dalí, pintor español.

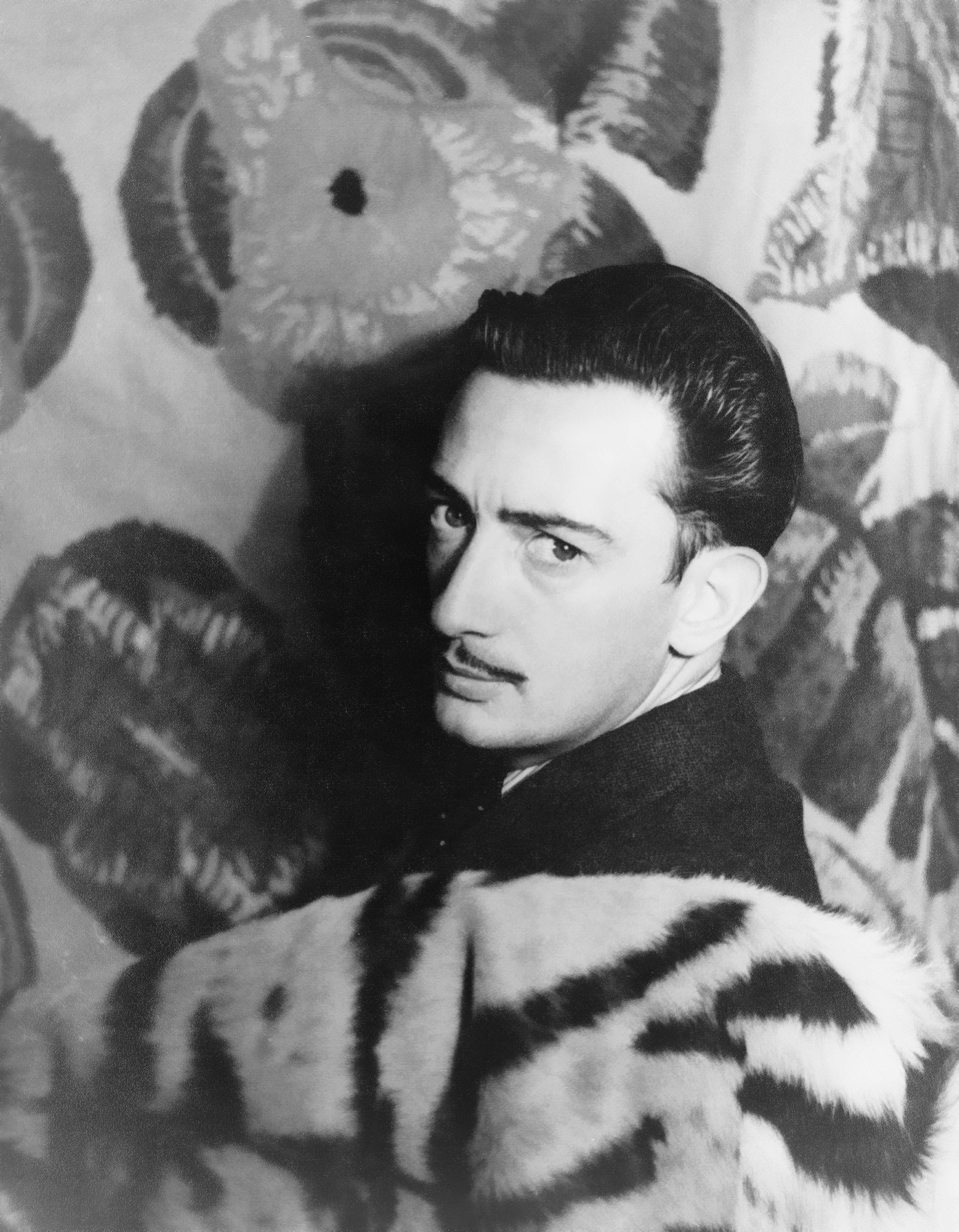
Salvador Dalí.

- Salvador Díaz Mirón, poeta mexicano.
- Salvador Elizondo, escritor, traductor y crítico literario mexicano.
- Salvador Espriu, poeta, dramaturgo y novelista español en lengua catalana.
- Salvador Esquer, jugador de balonmano español.
- Salvador Fidalgo, oficial naval de la Armada Española del siglo XVIII.
- Salvador García Aguilar, escritor español.
- Salvador García de Pruneda, escritor y diplomático español.
- Salvador García Pintos, médico y político uruguayo.
- Salvador Garmendia, escritor venezolano.
- Salvador Giner Vidal, compositor y pedagogo musical español.
- Salvador Gómez, jugador de waterpolo español.
- Salvador González, magnate castellano.
- Salvador González Anaya, poeta y novelista español.
- Salvador González Marco (Voro), futbolista español.
- Salvador María Granés, comediógrafo, periodista y humorista español.
- Salvador de Horta, religioso franciscano español, santo de la Iglesia católica.
- Joaquín Salvador Lavado (Quino), dibujante argentino.
- Salvador Edward Luria, médico y profesor universitario italiano nacionalizado estadounidense, galardonado con el premio Nobel.
- Salvador de Madariaga, diplomático, escritor e historiador español.
- Mariano Salvador Maella, pintor español.
- Salvador José Mañer, periodista y escritor español.
- Salvador Martínez Cubells, pintor y restaurador de pinturas español.
- Salvador Moncada, médico hondureño, galardonado con el premio Príncipe de Asturias de Investigación Científica y Técnica.
- Salvador Novo, poeta, ensayista, dramaturgo e historiador mexicano.
- Salvador Jacinto Polo de Medina, escritor y poeta español perteneciente al Siglo de Oro.
- Salvador Puig Antich, anarquista español.
- Salvador Rueda, poeta español.
- Salvador Reynoso, futbolista argentino.
- Salvador Sadurní, futbolista español.
- Salvador Salazar Arrué (Salarrué), escritor salvadoreño.
- Salvador Sánchez, actor mexicano.
- Salvador Sánchez, boxeador mexicano.

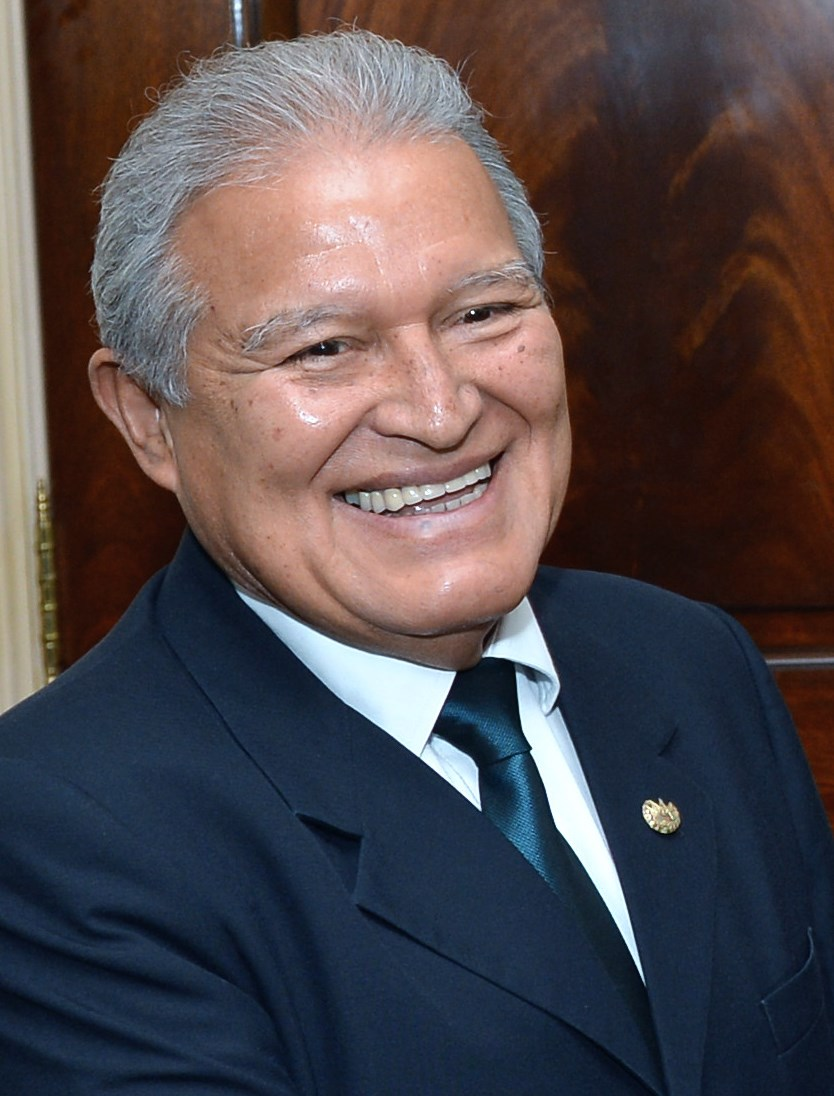
Salvador Sánchez Cerén.

- Salvador Sánchez Cerén, político, revolucionario y presidente salvadoreño.
- Salvador Sánchez Povedano (Frascuelo), torero español.
- Salvador Seguí, anarcosindicalista español.
- Salvador Távora, actor y director teatral español.
- Salvador Viniegra, pintor español.
- Salvator Rosa, pintor, poeta y grabador italiano.
- Salvatore Accardo, violinista y director de orquesta italiano.
- Salvatore Adamo, cantante ítalo-belga.
- Salvatore Cammarano, poeta y libretista de ópera italiano.
- Salvatore Ferragamo, diseñador de zapatos italiano.
- Salvatore Giuliano, bandolero siciliano.
- Salvatore Lucania (Lucky Luciano), mafioso ítalo-estadounidense.
- Salvatore Maranzano, mafioso ítalo-estadounidense.
- Salvatore Mineo (Sal Mineo), actor estadounidense.

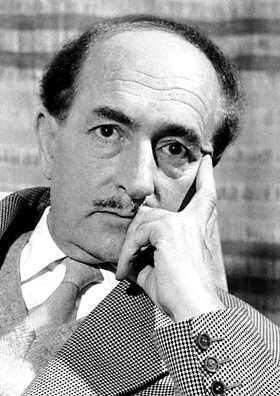
Salvatore Quasimodo.

- Salvatore Quasimodo, poeta y periodista italiano, galardonado con el premio Nobel de Literatura.
- Salvatore Schillaci, futbolista italiano.